# 彼女がカフェにいる
『彼女がカフェにいる』（かのじょがカフェにいる）は、惣領冬実による日本の漫画作品。

## 概要
『別冊少女コミック』（小学館）にて、1992年2月号から1993年まで連載されていた。単行本は全6巻、文庫版が全4巻。
また、脇役らの番外編6編が『天然の娘さん』というタイトルで全2巻で刊行されている。文庫版は全1巻。

## あらすじ
平凡な高校生、一色みちる。初恋もまだ知らない純情なみちるだが、最近、隣に住む幼なじみの兄弟が周囲で「かっこいい」と騒がれ始め……。

## 登場人物

### 主要人物
一色 みちる（いっしき みちる）
16歳。高校2年生。亮平に仄かな恋心を抱いているが、それが恋だと次第に気づいていく。
久和 亮平（くわ りょうへい）
アルバイトでモデルをしている。小学校から中学校くらいまで弓道を喜作から教わり、高校の頃はラグビー部に所属していた。陽子と付き合っているが、みちるのことが好きだと気づく。
久和 修介（くわ しゅうすけ）
ラグビー部に所属している。みちるのことが好き。みちるの高校（女子校）では人気が高い。

### 一色家
かおる
みちるの姉。25歳。陶芸作家の助手。
優太郎（ゆうたろう）
みちるの父。48歳。会社員。
公子（きみこ）
みちるの母。46歳。平凡な主婦。
喜作（きさく）
みちるの祖父。73歳。元教師。弓道の範士で、かおるや亮平に教えていた。
千夜子（ちやこ）
みちるの祖母。故人。喜作とは幼なじみだった。

### 久和家
蒔絵（まきえ）
亮平・修介の母。エステサロンを経営する実業家。
洋志（ひろし）
亮平・修介の父。一流企業の役員。妻の元秘書・幸代と浮気をしてしまう。
ぺー太郎（ぺーたろう）
久和家の飼い猫。元々は、捨てられていたところをみちるが見つけ、亮平が助け、修介が「飼いたい」と親を説得した。「ぺー」は亮平の「平」から来ている。

### その他
佐野 花耶子（さの かやこ）
みちるのクラスメイト。自他共に認める美少女。友達の彼氏にすぐ手を出す、男癖の悪さで校内では有名。周囲からは嫌われていたが、みちるにすり寄り、自称・親友となる。ラクロス部所属。男の前では猫をかぶるが、自信家で竹を割ったような性格。
七尾 陽子（ななお ようこ）
亮平の大学の同級生で恋人。父親が大手のモデル事務所を経営している。亮平は陽子の紹介でモデルを始めた。
仁科 幸代（にしな ゆきよ）
蒔絵の秘書をしていた女性。仕事にかまける蒔絵に代わり、久和兄弟の母親代わりを務めてきた。洋志と不倫し、妊娠してしまう。
五所川原 邦彦（ごしょがわら くにひこ）
人気タレント。自身の主演ドラマで亮平と共演することに。理想の女性はグレース・ケリー。

## 番外編『天然の娘さん』
全女性進出行進曲
1937年、海軍の兵学校を卒業し、将校となって実家へ戻ってきた喜作。幼なじみの千夜子とも再会するが、千夜子の家に行儀見習いに上がっており、縁談も決まっている都という女性に惹かれていく。
ああ 恋愛小市民
亮平と別れ、自棄になった陽子。朝目覚めると、自宅に見知らぬ男が。しかも中学生だと言う。戸惑った陽子だが、天真爛漫な彼と接する内に癒されていき……。
ばちあたりの女神
修介のことを好きになってしまった花耶子。必死にアプローチするが、花耶子の本性も知っている修介は及び腰。花耶子の良心と修介の出来心が2人をくっつけようとするが……。
ギョーカイであいましょう
蒔絵のエステサロンのブライダルフェアで、モデルをすることになったかおる。ただの思い出として終わる筈だったが、タレントの五所川原がかおるに恋をしたと公言してしまい、かおるはマスコミに追いかけられる羽目に……。
あたし きれい?
高校生の蒔絵は、背が高く、ごついのが悩み。メークアップアーティストとしての夢を持ち、洋志との出会いまでを描く。
リストラの少女
俳優を目指している一平はある日、家出中の少女・るると出会う。
一方、世間では、映画監督・久和亮平の愛娘・なながデビューすると話題をさらっていた。